# Tongtonghan hyeongmyeong
Tongtonghan hyeongmyeong (통통한 혁명?), noto anche con il titolo internazionale Chubby Revolution, è un film del 2012 diretto da Min Doo-sik.

## Trama
La modella Do A-ra ha un fisico perfetto, tuttavia scopre che all'uomo di cui si innamora – l'avvenente Kang Do-kyung – piacciono invece le donne "grassottelle": A-ra finisce così per avere una crisi d'identità, e decide di provare a ingrassare.

## Distribuzione
In Corea del Sud la pellicola è stata distribuita a livello nazionale dalla Mountain Pictures, a partire dal 2 luglio 2012.